# Fairbanks Bay
Fairbanks Bay (do 3 października 1975 Fairbanks Lake) – zatoka (ang. bay) jeziora Lake Mulgrave w kanadyjskiej prowincji Nowa Szkocja, w hrabstwie Annapolis; nazwa Fairbanks Lake urzędowo zatwierdzona 6 września 1951.